# Sphenomorphus vanheurni
Espèce
Synonymes
- Lygosoma vanheurni Brongersma, 1942

Sphenomorphus vanheurni est une espèce de sauriens de la famille des Scincidae.

## Répartition
Cette espèce est endémique de l'île de Java en Indonésie.

## Étymologie
Cette espèce est nommée en l'honneur de Willem Cornelis Van Heurn (1887-1972).

## Publication originale
- Brongersma, 1942 : Notes on scincid lizards. Zoologische Mededelingen Leiden, vol. 24, p. 125-152 (texte intégral).